# Разбиение интервала
Разбиение интервала — такая конечная последовательность вещественных чисел {\displaystyle x_{0},x_{1},\ldots ,x_{n}}, что для некоторых вещественных чисел {\displaystyle a} и {\displaystyle b}, таких, что {\displaystyle a\leqslant b}, выполняются соотношения
{\displaystyle a=x_{0}<x_{1}<x_{2}<\ldots <x_{n}=b.}
Разбиения используются в определениях интеграла Римана, интеграла Римана-Стилтьеса, регулируемого интеграла, а также вариации и длины кривой.

## Связанные определения
- Подразбиение {\displaystyle P} — это другое разбиение {\displaystyle Q}, заданное на том же интервале, которое содержит все точки {\displaystyle P}, а также, возможно, некоторые другие точки; разбиение {\displaystyle Q} называется «более мелким», чем {\displaystyle P}.

- Нормой (также мелкостью, сеткой или шагом) разбиения {\displaystyle x_{0},\ldots ,x_{n}} называется длина самого длинного из интервалов между элементами разбиения, то есть величина

{\displaystyle \max _{i}|x_{i}-x_{i-1}|.}
- Размеченное разбиение интервала — это разбиение интервала вместе с такой конечной последовательностью чисел {\displaystyle t_{0},\ldots ,t_{n-1}}, что для каждого {\displaystyle i}

{\displaystyle x_{i}\leqslant t_{i}\leqslant x_{i+1}.}
Иными словами, размеченное разбиение интервала это разбиение интервала вместе с отмеченной точкой каждого подынтервала; его норма определяется так же, как для обычного разбиения интервала. На множестве всех разбиений можно определить частичный порядок, положив, что одно размеченное разбиение интервала больше другого, если большее является уточнением меньшего.